# David Goggins
David Goggins, né le 17 février 1975 à Buffalo, dans l'État de New York, (États-Unis), est un ancien membre de la Navy SEAL Team 5 et il est le seul membre des forces armées américaines à avoir suivi et réussi la formation des Navy SEAL, l'école des Rangers de l'U.S Army et la formation de contrôleur aérien tactique de l'Air Force. Il a aussi participé à plusieurs opérations durant la guerre d'Irak.
Il est également un athlète de haut niveau dans plusieurs disciplines. Il a notamment participé à plus de 60 ultra-marathons, triathlons et ultra-triathlons, en établissant de nouveaux records régulièrement.
Il détient également le record mondial de tractions en prise pronation réalisées en 17 heures et il est considéré selon le magazine Outside comme « the Fittest Man in America » (littéralement : « l'homme le plus en forme des États-Unis »).
David Goggins est aussi une personnalité publique, car il participe régulièrement, en tant qu'invité, à des conférences ainsi que des podcasts sur le développement personnel, et sa page Instagram cumule près de 13 millions d'abonnés en mars 2025. D'autre part, il est l'auteur de Can't Hurt Me, un roman autobiographique publié en 2018, dans lequel il retrace son parcours personnel ainsi que professionnel et qui est notamment apparu dans la New York Times Best seller list.

## Enfance et adolescence
David Goggins est le fils de Trunnis et Jackie Goggins, il a aussi un grand frère, Trunnis Jr, né en 1971. En 1981, il vit à Williamsville, dans la banlieue de Buffalo situé dans l' État de New York. Son enfance est particulièrement difficile. À  l'âge de 6 ans, en plus de l'école, il commence à travailler la nuit dans la patinoire de son père située en plein cœur de Masten District. Ce travail de nuit aura pour résultat de créer chez lui des lacunes scolaires qu'il mettra longtemps à rattraper. David est aussi exposé à une violence physique et psychologique importante de la part de Trunnis Goggins, qui bat régulièrement sa mère et qui n'hésite pas à terroriser ses deux fils pour que ces derniers ne parlent pas de ce qui se passe chez eux. Cela engendrera notamment des troubles de stress post-traumatique chez David.
Quand sa mère fuit la violence de son père, David, alors âgé de 8 ans, la suit et s'installe dans la maison de ses grands-parents située à Brazil, petite ville rurale du sud de l'Indiana. Là, il doit faire face à d'importants problèmes scolaires (principalement dus à ses difficultés à lire), financiers (sa mère n'ayant pas de diplôme, ni de formation, elle a beaucoup de mal à trouver un emploi fixe et à subvenir complètement aux besoins de son fils) et se voit pris pour cible de façon répétée par des individus (camarades de classe, parents d'élèves, inconnus, etc.) faisant ouvertement preuve de racisme à son égard (il est un jour mis en joue par un jeune « redneck » qui lui reproche de se promener dans un « quartier de Blancs », des élèves de son école écriront aussi sur son cahier d'Espagnol : « Niger we're gonna kill you », etc.).
En 1986, sa mère rencontre Wilmoth Irving qui va jouer le rôle d'une véritable « figure paternelle » pour David. Petit à petit, l'homme l'aide à combattre son stress post-traumatique et lui permet de « trouver sa place » à Brazil, où il est le seul enfant de couleur. Plus tard, Wilmoth devient le beau-père de David. Mais alors que Jackie et David doivent déménager à Indianapolis avec lui, ce dernier est assassiné devant son domicile en 1989. David se trouve nez à nez avec le corps de son défunt beau-père, ce qui le fait replonger dans ses troubles psychologiques.
Ce n'est que plus tardivement que son intérêt pour l'armée se développe, notamment au contact de son grand-père qui a été dans l'armée de l'air pendant 37 ans. Alors âgé de 19 ans, il tente de rejoindre cette dernière en participant au PJOC (Pararescue Jump Orientation Course). À cause de ses lacunes scolaires, il connaît deux fois l'échec au test ASVAB (Armed Services Vocational Aptitude Battery test), qu'il faut réussir pour entrer dans n'importe quel corps de l'armée américaine. C'est à la troisième tentative qu'il parvient à obtenir ce diplôme, grâce auquel il rejoint l'Air Force.

## Carrière militaire
David Goggins rejoint l'Air Force avec le rêve de faire partie d'une unité de sauveteurs parachutistes et demande d'abord à rejoindre l'United States Air Force Pararescue. Il faut noter que pendant la formation, on lui diagnostique une drépanocytose et il sera retiré de la formation. Bien qu'il ait eu la possibilité de reprendre la formation, il a choisi de ne pas le faire et il est redirigé vers un travail de dératiseur.
Il suit ensuite la formation de l'équipe de contrôle aérien tactique (United States Air Force Tactical Air Control Party ou TACP) de l'armée de l'air américaine, qu'il valide et commence à travailler comme contrôleur aérien en 1994. En 1999 il quitte l'Air Force.
Après avoir regardé un documentaire sur les épreuves de sélection des Navy SEAL, BUD/S trainning class 224, il tente de s'engager dans la Navy mais est rapidement écarté du fait de sa condition physique (140 kg pour 1,85 mètre). Ce n'est qu'après avoir suivi un entrainement intense et avoir dû repasser et valider une quatrième fois son ASVAB que David Goggins est admis pour la première phase des tests de sélection des Navy SEAL (le BUD/S ou Basic Underwater Demolition training). Ce n'est qu'après trois tentatives, dont deux échecs dus à d'importantes blessures (une fracture des tibias et une pneumonie), qu'il réussit à obtenir le diplôme de la formation BUD/S avec la class 235 en 2001 et il est affecté à l'équipe de la SEAL team 5 avec laquelle il participe à plusieurs opérations en 2004, pendant la guerre d'Irak.
En 2004, David Goggins, après plusieurs mois de formation, est diplômé de l'Army Ranger School et reçoit le prix « Top Honor Man ».

## Œuvre caritative et début de carrière sportive
En juin 2005, alors que David participe à une formation au sein de l'U.S Army Freefall School, à Yuma dans l'Arizona, pour devenir chuteur opérationnel dans le cadre d'une phase d'entrainement dans le but de rejoindre le Navy Special Warfare Development Group (DEVGRU), plusieurs de ses collègues et amis proches trouvent la mort en Afghanistan lors de l'opération Red Wings. Seul son ami Marcus Luttrell survivra lors de cette opération, ce dernier écrira par la suite un livre relatant les événements, Lone Survivor, qui deviendra un best-seller aux États-Unis et sera adapté au cinéma par Mark Wahlberg,.
C'est à la suite de cet incident que David Goggins prend contact avec la Special Operation Warrior foundation, une association à but non lucratif qui finance les études des enfants des soldats des forces spéciales américaines morts au combat. Il décide de participer à des épreuves d'endurance physique, notamment des ultra-marathons, pour collecter des fonds pour l'association. Sa participation à des épreuves telles que le Badwater Ultramarathon, à trois reprises, lui permet de récolter plus de 3 millions de dollars, qu'il reverse immédiatement à la Spécial Operation Warrior Foundation,.

## Performances sportives
En 2005, Goggins participe au San Diego One Day, un ultra-marathon de 24 heures organisé dans la ville de San Diego en Californie. Il réussit à courir environ 170 km en 19 heures et 6 minutes alors qu'il est peu préparé et a participé à un entraînement musculaire intensif avec la SEAL team 5 la veille. On peut aussi noter qu'il termine le marathon de Las Vegas et le marathon de Boston. Goggins s'inscrit ensuite à la Hurt-100 qui a lieu à Hawaï et ce n'est qu'en 2006 qu'il est invité à la Badwater Ultramarathon où il obtient notamment la cinquième place au classement général.
Trois mois après avoir effectué son premier Badwater en 2006, il participe au Championnat du monde de Triathlon, l'Ultraman à Hawaï. Il se classe deuxième de cette course de plus de 500 km, qui s'étale sur trois jours. Il participe également à la Furnace Creek-508 en 2009, une course cycliste d'ultra-distance.
En 2007, Goggins obtient la troisième place du classement général lors de la Badwater Ultramarathon et en 2013 il participe pour la troisième fois consécutive à cette épreuve. Au cours des deux années suivantes, il participe à 14 autres courses d'ultra-endurance, en obtenant la première place dans neuf d'entre elles (dont la Music City Ultra 50k, la McNaughton 150 Miler, etc.). En 2007, il établit un record de parcours lors de la The Grapevine 48 Hour National Championships, le championnat national de course à pied des 48 heures, en battant le précédent record de 32 km sur une distance totale de 330 km.
En 2008, il est nommé « Héros de la course à pied » par le magazine Runner's World. En 2016, David Goggins remporte l'Infinitus 88k, considérée comme l'une des courses les plus difficiles physiquement au monde, en seulement 12 heures, avec environ vingt minutes d'avance sur le participant suivant.
En 2013, David Goggins établit le Guinness World Record for 24 Hour Pullup, c'est-à-dire le record mondial de tractions sur une durée de 24 heures, il passe 17 heures à réaliser 4 030 tractions avant de se déchirer la paume des mains.
En 2020, il participe à l'ultra-marathon Moab 240 (environ 400 km), où il se hisse à la deuxième place lors de l'épreuve, avec un temps de 63 heures et 21 minutes.
En 2025, David Goggins participe à la BigFoot 200, il finira 93ème, cette course marqueras son retour sur la scène de l'utra trail.

## Développement personnel
David Goggins, de par son parcours atypique et son aisance à l'oral, est souvent invité lors de conférences ou de podcasts pour exposer son point de vue sur l'idée de mental toughness, littéralement « la force mentale », qu'il met en valeur dans son livre autobiographique Can't Hurt Me : Master Your Mind and Defy the Odds, sorti le 4 décembre 2018. Il y fait notamment référence à « la règle des 40 % », qui veut que, d'après lui, la plupart des individus se « limitent mentalement » et n'exploitent que 40 % de leurs véritables capacités, aussi bien physiques qu'intellectuelles.[citation nécessaire]
De plus, il est amené à voyager régulièrement à travers les États-Unis pour s'adresser à des sportifs et des équipes professionnelles ou universitaires. Il a par exemple apporté des conseils à des équipes telles que les Hawks d'Atlanta (NBA) ou les Seahawks de Seattle (NFL), ainsi qu'à des athlètes comme les combattants de MMA, Jon Jones.

## Publications

### Ouvrages en anglais
- Can't Hurt Me: Master Your Mind and Defy the Odds (2018)  (ISBN 978-1-5445-1228-0)
- Never Finished: Unshackle Your Mind and Win the War Within (2022)  (ISBN 978-1544536828)

### Traductions françaises
- Plus rien ne pourra me blesser: Maîtrisez votre esprit et défiez le destin [« Can't Hurt Me: Master Your Mind and Defy the Odds »], Nimrod, 2023, 334 p. (ISBN 978-2377530670).